# Fontaine des eaux d'Arcier
 (décembre 2015).
Si vous disposez d'ouvrages ou d'articles de référence ou si vous connaissez des sites web de qualité traitant du thème abordé ici, merci de compléter l'article en donnant les références utiles à sa vérifiabilité et en les liant à la section « Notes et références ».
La fontaine des eaux d’Arcier est un édifice ornemental de Besançon, dans le département français du Doubs. Elle se situe au milieu de la place de la Révolution.

## Histoire
Quatre fontaines se sont succédé sur la place de la Révolution, qui elle-même porta successivement les noms de place du Puits-du-Marché, place du Vieux-Marché, place Neuve au début du XVIIe siècle, place d'Abondance à la Révolution avant d'être baptisée place de la Révolution en 1904. Les Bisontins l'ont autrefois appelée place Labourée du nom d'un criminel exécuté à cet endroit en 1626, et encore aujourd'hui la nomment place du marché.
À la destination première d’alimentation en eau s’est ajoutée, comme pour les autres fontaines de la ville, une constante réflexion visant à l’ornementation du lieu d'implantation.
La première fontaine dite de la Poissonnerie est construite vers 1560. Elle est ornée d'un triton dû à Claude Lullier. Cette fontaine est remplacée en 1743 par une structure de Charles-François Longin, qui comprenait un bassin hexagonal arborant les armes de la ville, bassin surmonté de cygnes retenus par des enfants ailés et tapissé d'une composition de plantes aquatiques réalisée en bronze. Elle sera détruite à l’époque révolutionnaire,
Une troisième construction lui succède en 1822, ornée d'une tête de lion crachant de l'eau dans une cuve de style antique, décorée d’un grand vase et de fleurs.
La fontaine fut de nouveau remaniée en 1854 par Alphonse Delacroix, dans le cadre du retour des eaux d'Arcier permis par la pose d'un aqueduc depuis Arcier distant d'un douzaine de kilomètres. Elle sera surnommée « le compotier », en raison de sa forme et de la vasque imposante qui la surmontait. Cette vasque de 4 m de diamètre se brisa en 1860 et ne fut pas remplacée.
Sur son soubassement, des plaques gravées rappellent l’événement que constitua le retour des eaux d’Arcier, après qu'un aqueduc romain ait rempli le même rôle durant les premiers siècles. Sur les plaques figurent les dates de construction de l'aqueduc, les noms des artisans qui réalisèrent les travaux ainsi que ceux des conseillers municipaux de l'époque.
En 2004, la fontaine a été restaurée avec l'ensemble de la place et déplacée d'une quarantaine de mètres pour être recentrée. Elle constitue aujourd'hui l'une des plus belles et des plus célèbres fontaines de la cité.

## Architecture
La fontaine actuelle était à la base composée d'un immense bloc de trente tonnes et de dix mètres de hauteur, amené des carrières de Velesmes par bateau et taillé sur place, constituant le bassin final. De forme triangulaire tronqué, le soubassement servait d'appui à trois vasques recevant plusieurs jets d'eau partant des trois consoles ajustées en forme d'empâtement au pied de la vasque principale, d'où jaillissait au centre une gerbe d'eau s'écoulant par la gueule de trois mascarons. La structure s'effondra sous l'effet du gel le 10 avril 1860, ce qui amena à une modification de la partie basse.
Sur les trois faces de la vasque sont indiquées les dates en rapport avec la construction de l'aqueduc entre Arcier et Besançon, ainsi que les noms des personnalités ayant participé au projet.
Déconstruite pierre par pierre, la fontaine totalement ravalée a été remontée à son emplacement actuel après la dépose des structures permanentes du marché.